# Trần Kiện
Trần Kiện (chữ Hán: 陳鍵, ? - 1285), sau này đổi họ thành Mai Kiện, là một quý tộc nhà Trần trong lịch sử Việt Nam. Trong cuộc chiến tranh với nhà Nguyên, Trần Kiện đã đầu hàng quân Nguyên và cộng tác đắc lực cho lực lượng quân Nguyên. Sau khi quân Nguyên bị đại bại tại chiến trường Đại Việt, Trần Kiện theo quân Nguyên rút về phương Bắc nhưng đã bị quân phục kích của nhà Trần do Nguyễn Địa Lô bắn chết.
Ông thường bị xem là một kẻ bán nước vì hành động đầu hàng và cộng tác với quân Nguyên. Sau này Trần Nhân Tông đổi họ của ông và tất cả những người thân thích họ Trần đã đầu hàng quân Nguyên (trừ Trần Ích Tắc) sang họ Mai.

## Thân thế
Trần Kiện là con của Tĩnh Quốc vương Trần Quốc Khang, được phong tước Chương Hiến Thượng hầu (彰憲上侯). Tương truyền, ông có tướng mạo khôi ngô, đọc thuộc binh thư, giỏi việc bắn cung, cưỡi ngựa. Do vậy, ông được triều đình tin tưởng cho thay cha lĩnh chức Tĩnh Hải quân Tiết độ sứ và ban hôn với Quỳnh Huy, con gái của Thái sư Chiêu Minh vương Trần Quang Khải, sinh con và được phong là Mặc hầu. Ông được Lê Tắc xem là người có tính khiêm cung nho nhã, độ lượng, đãi kẻ dưới rất có ơn, nhân dân ai cũng thương mến.

## Trong chiến tranh
Năm Giáp Thân 1284 (niên hiệu Chí Nguyên), ông cùng Tá Thiên Đại vương Trần Đức Việp có hiềm khích, nên giả vờ theo học đạo Lão Trang, về làng Nhân Mục ẩn cư. Trong năm đó Thoát Hoan dẫn quân xâm lược Đại Việt, nhà Trần bị đánh thua, Toa Đô lại dẫn binh từ Chiêm Thành đánh tập hậu tạo thế gọng kìm. Chỉ huy nhà Trần tỏ ra hoảng hốt, không có kế hoạch đối phó, bèn sử dụng Trần Kiện sai đem quân chống cự với Toa Đô.
Do binh lực tại chỗ không đủ, lại không có viện binh, không rõ tin tức của vua tôi nhà Trần cho nên Trần Kiện dao động bàn với Lê Tắc rằng: 
| “ | Thế tử bị Thiên tử chỉ triệu, chẳng chịu vào chầu, đến đỗi gây việc binh đao, nguy cơ sắp đến, thế mà còn chấp mê, chẳng tỉnh ngộ, nỡ để cho nhà tan nước mất hay sao? | ” |

Tháng Giêng năm sau (1285), Trần Kiện đem bọn Lê Tắc cùng vài vạn người, dâng binh khí xin đầu hàng. Trấn Nam vương Thoát Hoan khen ngợi và ban thưởng xiêm áo, yên cương.
Vào mùa hạ tháng Tư, Thoát Hoan sai Thạch Mạt Minh Lý, Tích Ban dẫn hộ tống Chương Hiến hầu Trần Kiện về phương Bắc triệu kiến Hốt Tất Liệt. Tuy nhiên đoàn người ngựa trạm đến ải Chi Lăng thì bị quân triều Trần do Nguyễn Thế Lộc, Nguyễn Lãnh phục kích ngày đêm vây đánh. Trần Kiện cùng các quan phá vòng vây chạy ra đàng trước, lại bị dân quân đón đánh, xe cộ chở lương thực đều bị cướp phá sạch. Trần Kiện bị Nguyễn Địa Lô dùng cung tên bắn chết.